# George Davidson
George Davidson (Letham, 6 settembre 1865 – Rapallo, 21 febbraio 1956) è stato un dirigente sportivo, imprenditore e ciclista su strada britannico naturalizzato italiano.
Fu presidente del Genoa dal 1913 al 1920 e presidente dell'Unione Velocipedistica Italiana dal 1915 al 1927. In gioventù fu anche, nel 1886, campione italiano di ciclismo su strada.

## Biografia

### La gioventù e l'attività nel ciclismo

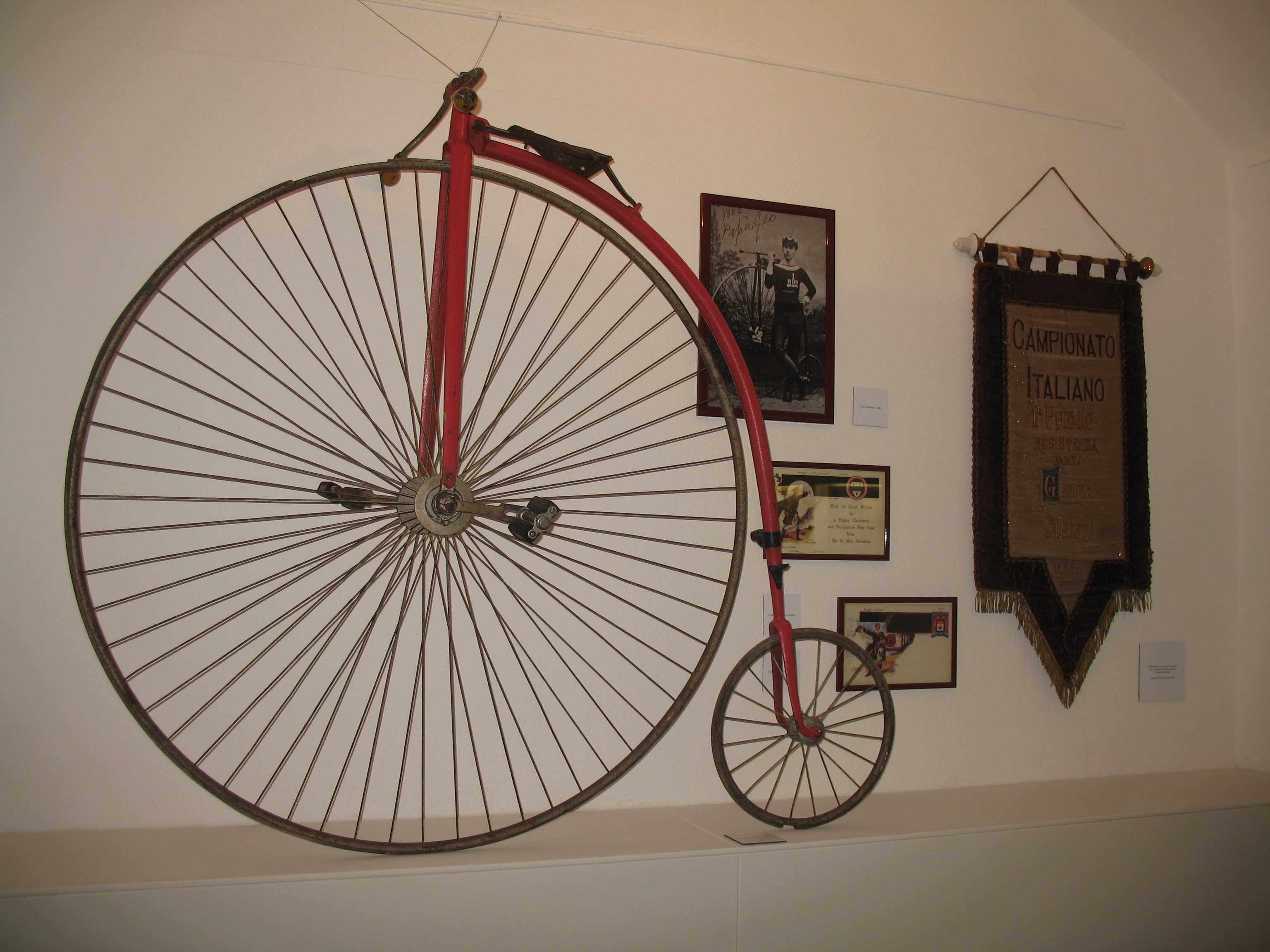
La bicicletta di Geo Davidson al Museo della Storia del Genoa

Noto con il diminutivo di "Geo" o come "Giorgio", nel 1873 si trasferì a Genova con la famiglia, di origine scozzese e attiva nel settore delle forniture navali.
Fervente sportivo, in gioventù fu socio della Società Ginnastica Ligure Cristoforo Colombo. Aveva una predilezione per il ciclismo, disciplina nella quale si distinse vincendo nel 1886, su biciclo, il campionato italiano su strada, sul percorso da Busalla a Santa Giuletta e ritorno, davanti al campione uscente Giuseppe Loretz. Interruppe presto l'attività per dedicarsi con il padre all'attività imprenditoriale.
Dal 1915 al 1927 sarà presidente dell'Unione Velocipedistica Italiana, contribuendo allo spostamento della sede federativa da Alessandria a Genova.

### La presidenza del Genoa
Nell'estate del 1913 succedette a Luigi Aicardi alla guida della società calcistica Genoa, deciso a far tornare alla vittoria il sodalizio rossoblù. Con una faraonica campagna di rafforzamento, tra i quali spiccò Renzo De Vecchi, arrivò primo, a pari punti con il Casale, nel girone eliminatorio piemontese-ligure, perdendo però proprio contro i piemontesi la testa del girone finale; il Casale vinse così il suo unico scudetto.
Sempre nel 1913, Davidson, contravvenendo alle regole della Federazione, ingaggiò Aristodemo Santamaria ed Enrico Sardi dall'Andrea Doria. I giocatori, presentatisi presso una banca per incassare l'assegno, furono riconosciuti dal cassiere, tifoso doriano, e denunciati, insieme al Genoa, alla Federazione. Il club genovese venne processato, con il forte rischio di radiazione, ma l'abile difesa di Edoardo Pasteur riuscì a salvare la società e a mitigare la pena per i giocatori coinvolti.
Davidson, la stagione successiva, con altri mirati investimenti, in primis l'ex vercellese Felice Berardo, riuscì finalmente nell'intento di riportare lo scudetto a Genova, benché questi gli venisse assegnato successivamente a causa della prima guerra mondiale che aveva imposto il blocco dei campionati. Al termine della guerra era ancora alla guida del club rossoblù, carica che cedette a Guido Sanguineti.
Durante la sua presidenza, la sezione di pallanuoto del Genoa vinse due campionati di pallanuoto, nel 1914 e nella stagione 1918-1919.
Nel 1948, in occasione del 50º anniversario della FIGC, fu insignito del titolo di pioniere del calcio italiano.
Morì nel 1956 nella sua terra d'adozione, la Liguria, a Rapallo, e venne sepolto a Genova nel cimitero monumentale di Staglieno.

## Palmarès
- 1886

Campionati italiani, prova in linea